# Hard Bargain
Hard Bargain è il ventiseiesimo album discografico in studio della cantante statunitense Emmylou Harris, pubblicato nel 2011.

## Tracce
1. The Road – 5:31 (Emmylou Harris)
2. Home Sweet Home – 3:45 (Harris)
3. My Name Is Emmett Till – 4:53 (Harris)
4. Goodnight Old World – 3:55 (Harris, Will Jennings)
5. New Orleans – 3:38 (Harris, Jennings)
6. Big Black Dog – 3:26 (Harris)
7. Lonely Girl – 4:44 (Harris)
8. Hard Bargain – 3:23 (Ron Sexsmith)
9. Six White Cadillacs – 3:22 (Harris, Jennings)
10. The Ship on His Arm – 4:46 (Harris)
11. Darlin' Kate – 3:08 (Harris)
12. Nobody – 5:04 (Harris)
13. Cross Yourself – 3:36 (Jay Joyce)